# Bibliografia sobre Al Capone
Uma lista de livros sobre o gângster, Al Capone.
- Bair, Dierdre (2016). Al Capone: His Life, Legacy, and Legend. Knopf Doubleday Publishing Group. [S.l.: s.n.] ISBN 0385537166  Bair, Dierdre (2016). Al Capone: His Life, Legacy, and Legend. Knopf Doubleday Publishing Group. [S.l.: s.n.] ISBN 0385537166  Bair, Dierdre (2016). Al Capone: His Life, Legacy, and Legend. Knopf Doubleday Publishing Group. [S.l.: s.n.] ISBN 0385537166
- Balsamo, William; Balsamo, John (31 de agosto de 2010). Young Al Capone: The Untold Story of Scarface in New York, 1899-1925. Skyhorse Publishing Company, Incorporated. [S.l.: s.n.] ISBN 978-1-62636-730-2  Balsamo, William; Balsamo, John (31 de agosto de 2010). Young Al Capone: The Untold Story of Scarface in New York, 1899-1925. Skyhorse Publishing Company, Incorporated. [S.l.: s.n.] ISBN 978-1-62636-730-2  Balsamo, William; Balsamo, John (31 de agosto de 2010). Young Al Capone: The Untold Story of Scarface in New York, 1899-1925. Skyhorse Publishing Company, Incorporated. [S.l.: s.n.] ISBN 978-1-62636-730-2
- Barrett, Erin; Mingo, Jack (31 de agosto de 2010). Al Capone was a Golfer: Hundred of Fascinating Facts From the World of Golf. Conari Press. [S.l.: s.n.] ISBN 978-1-57324-720-7  Barrett, Erin; Mingo, Jack (23 de março de 2001). Al Capone was a Golfer: Hundred of Fascinating Facts From the World of Golf. Conari Press. [S.l.: s.n.] ISBN 978-1-57324-720-7  Barrett, Erin; Mingo, Jack (23 de março de 2001). Al Capone was a Golfer: Hundred of Fascinating Facts From the World of Golf. Conari Press. [S.l.: s.n.] ISBN 978-1-57324-720-7
- Bergreen, Laurence (23 de março de 2001). Capone: The Man and the Era. Simon and Schuster. [S.l.: s.n.] ISBN 978-1-4391-2845-9  Bergreen, Laurence (23 de março de 2001). Capone: The Man and the Era. Simon and Schuster. [S.l.: s.n.] ISBN 978-1-4391-2845-9  Bergreen, Laurence (31 de março de 2013). Capone: The Man and the Era. Simon and Schuster. [S.l.: s.n.] ISBN 978-1-4391-2845-9
- Bulow, Harry Von (12 de abril de 2005). Harry Jr., Billy and Al Capone: An Autobiography. AuthorHouse. [S.l.: s.n.] ISBN 978-1-4208-1256-5  Bulow, Harry Von (12 de abril de 2005). Harry Jr., Billy and Al Capone: An Autobiography. AuthorHouse. [S.l.: s.n.] ISBN 978-1-4208-1256-5  Bulow, Harry Von (12 de abril de 2005). Harry Jr., Billy and Al Capone: An Autobiography. AuthorHouse. [S.l.: s.n.] ISBN 978-1-4208-1256-5
- Capone, Deirdre Marie (25 de outubro de 2010). Uncle Al Capone: The Untold Story from Inside His Family. Recaplodge LLC. [S.l.: s.n.] ISBN 978-0-9828451-0-3  Capone, Deirdre Marie (25 de outubro de 2010). Uncle Al Capone: The Untold Story from Inside His Family. Recaplodge LLC. [S.l.: s.n.] ISBN 978-0-9828451-0-3  Capone, Deirdre Marie (25 de outubro de 2010). Uncle Al Capone: The Untold Story from Inside His Family. Recaplodge LLC. [S.l.: s.n.] ISBN 978-0-9828451-0-3
- Collins, Max Allan; Schwartz, A. Brad (agosto 2018). Scarface and the Untouchable: Al Capone, Eliot Ness, and the Battle for Chicago. William Morrow. [S.l.: s.n.] ISBN 978-0062441942  Collins, Max Allan; Schwartz, A. Brad (agosto 2018). Scarface and the Untouchable: Al Capone, Eliot Ness, and the Battle for Chicago. William Morrow. [S.l.: s.n.] ISBN 978-0062441942  Collins, Max Allan; Schwartz, A. Brad (agosto 2018). Scarface and the Untouchable: Al Capone, Eliot Ness, and the Battle for Chicago. William Morrow. [S.l.: s.n.] ISBN 978-0062441942
- Enright, Richard T. (1931). Al Capone on the Spot: The Inside Story of Chicago's Master Criminal. Graphic Arts Corporation. [S.l.: s.n.]
- Hendley, Nate (1 julho de 2010). Al Capone: Chicago's King of Crime. Five Rivers Chapmanry. [S.l.: s.n.] ISBN 978-0-9866423-1-9  Hendley, Nate (1 julho de 2010). Al Capone: Chicago's King of Crime. Five Rivers Chapmanry. [S.l.: s.n.] ISBN 978-0-9866423-1-9  Hendley, Nate (1 julho de 2010). Al Capone: Chicago's King of Crime. Five Rivers Chapmanry. [S.l.: s.n.] ISBN 978-0-9866423-1-9
- Hoffman, Dennis E. (25 de outubro de 2010). Scarface Al and the Crime Crusaders: Chicago's Private War Against Capone. SIU Press. [S.l.: s.n.] ISBN 978-0-8093-8596-6  Hoffman, Dennis E. (25 de outubro de 2010). Scarface Al and the Crime Crusaders: Chicago's Private War Against Capone. SIU Press. [S.l.: s.n.] ISBN 978-0-8093-8596-6  Hoffman, Dennis E. (31 de agosto de 2010). Scarface Al and the Crime Crusaders: Chicago's Private War Against Capone. SIU Press. [S.l.: s.n.] ISBN 978-0-8093-8596-6
- Iorizzo, Luciano J. (2003). Al Capone: A Biography. Greenwood Publishing Group. [S.l.: s.n.] ISBN 978-0-313-32317-1  Iorizzo, Luciano J. (2003). Al Capone: A Biography. Greenwood Publishing Group. [S.l.: s.n.] ISBN 978-0-313-32317-1  Iorizzo, Luciano J. (2003). Al Capone: A Biography. Greenwood Publishing Group. [S.l.: s.n.] ISBN 978-0-313-32317-1
- Kobler, John (1992). Capone: The Life and World of Al Capone. Da Capo Press. [S.l.: s.n.] ISBN 978-0-306-80499-1  Kobler, John (1992). Capone: The Life and World of Al Capone. Da Capo Press. [S.l.: s.n.] ISBN 978-0-306-80499-1  Kobler, John (1992). Capone: The Life and World of Al Capone. Da Capo Press. [S.l.: s.n.] ISBN 978-0-306-80499-1
- Waller, Irle (1965). Chicago Uncensored: Firsthand Stories about the Al Capone Era. Exposition Press. [S.l.: s.n.]
- Winkeler, Georgette (2011). Al Capone and His American Boys: Memoirs of a Mobster's Wife. Indiana University Press. [S.l.: s.n.] ISBN 978-0-253-35606-2  Winkeler, Georgette (2011). Al Capone and His American Boys: Memoirs of a Mobster's Wife. Indiana University Press. [S.l.: s.n.] ISBN 978-0-253-35606-2  Winkeler, Georgette (2011). Al Capone and His American Boys: Memoirs of a Mobster's Wife. Indiana University Press. [S.l.: s.n.] ISBN 978-0-253-35606-2